# Gouvernement d'Åbo et Björneborg
1811–1917
Entités précédentes :
- Suède

Entités suivantes :
- Finlande

Le gouvernement d’Åbo et Björneborg (en russe : Або-Бьёрнеборгская губерния, en suédois : Åbo och Björneborgs län, en finnois : Turun ja Porin lääni) est une division administrative du Grand-duché de Finlande au sein de l’Empire russe, qui exista de 1811 jusqu’à l’indépendance de la Finlande en 1917. Sa capitale est la ville de Åbo (en finnois Turku).

## Géographie
Situé au sud-ouest de la Finlande, le gouvernement d’Åbo et Björneborg était bordé à l’ouest par le golfe de Botnie, au nord par le gouvernement de Vasa, à l’est par celui de Tavastehus et au sud par celui de Nyland.
Le territoire du gouvernement d’Åbo et Björneborg fut maintenu comme entité administrative de la Finlande indépendante jusqu’en 1997 et fait désormais partie de la province de Finlande occidentale (Länsi-Suomen lääni).

## Subdivisions administratives
En 1908 le gouvernement d’Åbo et Björneborg était divisé en dix ouïezds : Halikko, Masku, Virmo, Vemo, Piikkiö, haut Satakunta supérieur, moyen Satakunta supérieur, bas Satakunta supérieur, Satakunta inférieur et les îles Åland.

## Population
En 1888 la population du gouvernement était de 380 500 habitants, dont 82,72 % de Finnois et 17 % de Suédois (principalement sur les îles et les régions côtières).

## Gouverneurs
- Bror Rålamb 1634–1637
- Melkior von Falkenberg 1637–1641
- Melkior von Falkenberg 1641–1642
- Knut Lilliehöök 1642–1646 (Turun lääni)
- aucun gouverneur 1641–1646
- Knut Lilliehöök 1647–1648
- Lorentz Creutz (vanhempi) 1649–1653
- Carl Henrik Wrede 1653–1654
- Erik von der Linde 1655–1666
- Lorentz Creutz 1666
- Harald Oxe 1666–1682
- Lorentz Creutz 1682–1698
- Jakob Bure 1698–1706
- Justus von Palmenberg 1706–1714
- Johan Stiernstedt 1711–1713 (vt.) ja 1714–1722
- Otto Reinhold Yxkull 1722–1746
- Lars Johan Ehrenmalm 1744–1747 (vt.) ja 1747–1749
- Johan Georg Lillienberg 1749–1757
- Jeremias Wallén 1757–1768
- Christoffer Johan Rappe 1769–1776
- Fredrik Ulrik von Rosen 1776–1781
- Nils Fredensköld 1776, 1778, 1781 (vt.)
- Magnus Wilhelm Armfelt 1782–1790
- Joakim von Glan 1789–1790 (vt.)
- Ernst Gustaf von Willebrand 1790–1806
- Olof Wibelius 1801–1802 (vt.)
- Knut von Troil 1806–1816
- Otto Herman Lode 1811–1813 (vt.)
- Carl Erik Mannerheim 1816–1826
- Lars Gabriel von Haartman 1820–1822 (vt.)
- Erik Wallensköld 1822–1826 (vt.) ja 1826–1828
- Adolf Broberg 1828–1831
- Lars Gabriel von Haartman 1831–1842
- Gabriel Anton Cronstedt 1840–1842 (vt.) ja 1842–1856
- Samuel Werner von Troil vanhempi 1856 (vt.)
- Carl Fabian Langenskiöld 1856–1858
- Selim Mohamed Ekbom 1857–1858 (vt.)
- Johan Axel Cedercreutz 1858–1863 (vt.) ja 1863
- Carl Magnus Creutz 1864–1866 (vt.) ja 1866–1889
- Axel Gustaf Samuel von Troil 1889–1891
- Wilhelm Theodor von Kraemer 1891–1903
- Theodor Hjalmar Lang 1903–1905
- Knut Gustaf Nikolai Borgenström 1905–1911
- Eliel Ilmari Wuorinen 1911–1917
- Albert Alexander von Hellens 1917 (vt.)
- Mikko Collan 1917–1922
- Ilmari Helenius 1922–1932
- Wilho Kyttä 1932–1949
- Erkki Härmä 1949–1957
- Esko Kulovaara 1957–1971
- Sylvi Siltanen 1972–1977
- Paavo Aitio 1977–1985
- Pirkko Työläjärvi 1985–1997